# Sos barbecue
Sos barbecue (w skrócie sos BBQ) – sos o rzadkiej lub gęstej konsystencji, używany do przyprawiania potraw. Jak wskazuje nazwa (hiszp. barbacoa, ang. barbecue – rożen, grill), sos ten został stworzony jako dodatek do potraw z grilla. Może być podawany do każdej potrawy, jednak najczęściej dodaje się go do mięsa po przyrządzeniu, bądź podczas grillowania lub pieczenia. Zgodnie z tradycją jest dodatkiem do wieprzowiny, żeberek wołowych i kurczaka. Rzadziej podawany jest z frytkami lub zamiast sosu pomidorowego używanego do przygotowania pizzy barbecue. Niektórzy są przeciwni dodawaniu przypraw, w tym sosu barbecue, do potraw z grilla; inni uważają, że sos ten stanowi ich podstawę.
Sos barbecue może łączyć w sobie kwaśne, słodkie i pikantne składniki, lub zawierać tylko jeden z nich. Sos ma zapach wędzonki. Składniki sosu mogą ulegać zmianie, do najpopularniejszych jednak należą: przecier pomidorowy, ocet, przyprawy oraz cukier. Różnice te wynikają z tradycji i przepisów regionalnych.

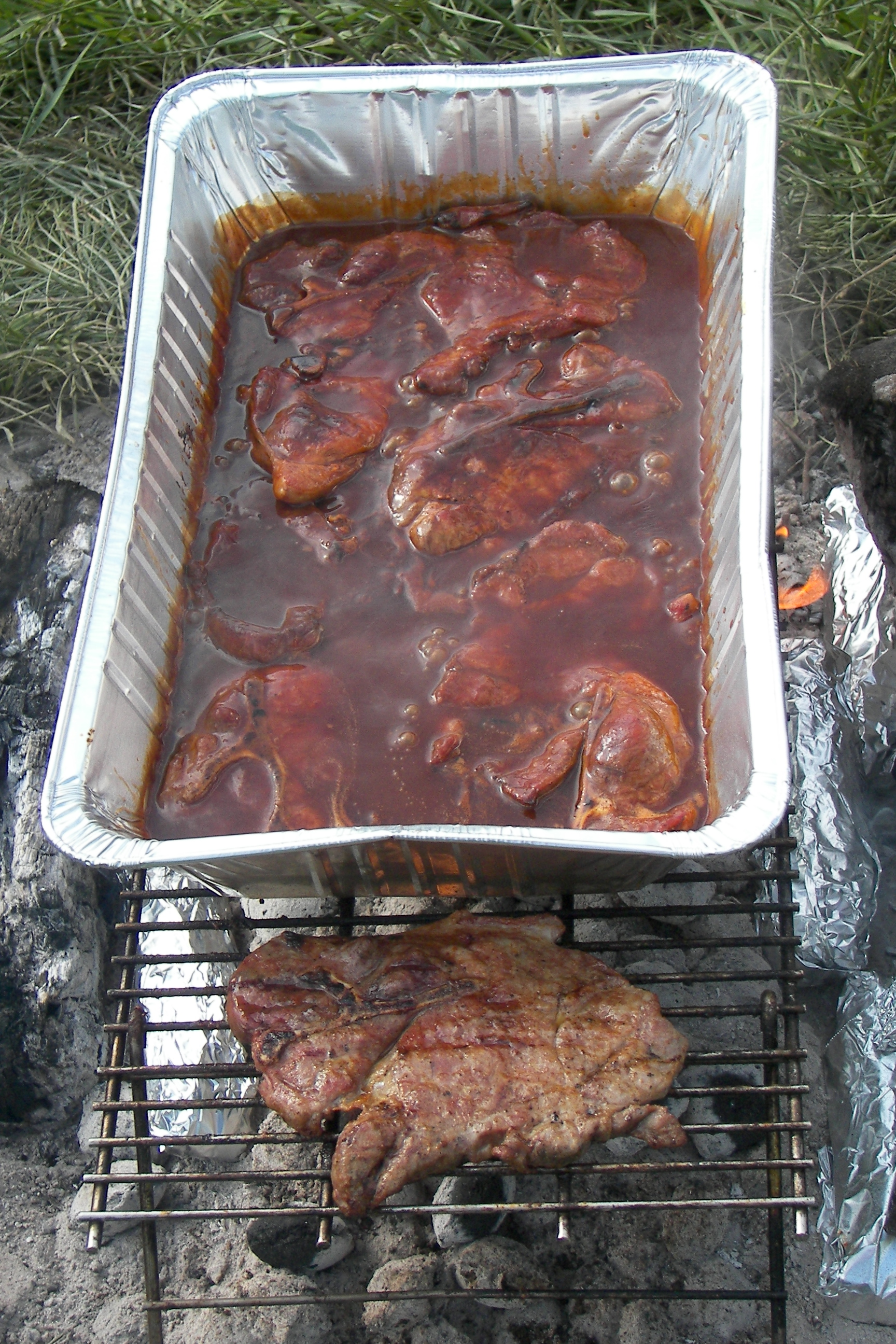
Tradycja z St. Louis nakazuje długie grillowanie, a następnie duszenie mięsa wraz z sosem barbecue w garnku umieszczonym na ruszcie

## Historia
Dokładne pochodzenie sosu barbecue nie jest znane. Istnieje teoria, iż mógł on zostać przygotowany w czasach powstania pierwszych kolonii amerykańskich w XVII wieku. Nawiązania do sosu barbecue pojawiały się zarówno w angielskiej, jak i francuskiej literaturze. Jeden z rodzajów sosu barbecue, tzw. sos musztardowy z Karoliny Południowej, prawdopodobnie używany był przez niemieckich osadników w XVIII wieku.
Wczesne książki kucharskie nie zawierały przepisów na przygotowanie sosu. Gotowy sos barbecue po raz pierwszy stał się dostępny na rynku dzięki firmie Louis Maull w 1926 roku, jednak jako produkt powszechnie dostępny pojawił się dopiero w 1948 roku, kiedy został wprowadzony na rynek amerykański przez znaną firmę Heinz. Firma Kraft Foods zaczęła produkować oleje kuchenne, dołączając do nich woreczki z przyprawami, zdobywając dzięki temu pozycję na rynku producentów sosu barbecue.
Wiele restauracji serwuje sos barbecue jako swój specjał.

## Rodzaje
Każdy region charakteryzuje się swoim własnym stylem, dlatego też skład sosu barbecue różni się w zależności od szerokości geograficznej, pod którą powstał. Na przykład sos winegret i sosy barbecue na bazie musztardy są popularne w niektórych południowych regionach Stanów Zjednoczonych, a w krajach azjatyckich najchętniej używany jest sos na bazie keczupu i syropu zbożowego. Meksykańska salsa (pikantny sos pomidorowy) również może stanowić bazę do produkcji sosów barbecue.

### Australia
W Australii sos barbecue to czasami mieszanka sosu pomidorowego i Worcestershire. Na rynku dostępne są różne rodzaje, od sosów o posmaku owocowym do tzw. „brązowych sosów” (steak sauce).

### Stany Zjednoczone
Stany Zjednoczone oferują szeroki wybór sosów barbecue o różnych smakach:
- Memphis – w skład sosów z Memphis wchodzą pomidory, ocet, cukier brązowy i przyprawy. Taka mieszanka zapewnia umiarkowaną słodkość, ostrość i zapach[6][7].
- Kansas City – gęsty, czerwonawo-brązowy sos, którego głównym składnikiem są pomidory z melasą.
- St. Louis – głównymi składnikami sosu są pomidory wymieszane w occie. Jest to sos słodko-kwaśny, nie tak gęsty i słodki, jak ten z Kansas City, ani tak ostry i rzadki jak sos przygotowany na sposób teksański.
- Karolina Północna – trzy główne rodzaje sosu, których skład różni się w zależności od regionu: Wschodni (głównym składnikiem jest ocet z dodatkiem papryczki chili), Piemont (główny składnik stanowią pomidory z octem) i Zachodni (zawiesisty sos, którego bazą są pomidory).
- Karolina Południowa – głównym składnikiem jest musztarda (środkowy region stanu zwanego Low Country), ocet i pieprz czarny (w regionie Pee Dee), pomidorowy, lekki lub gęsty (w regionie Upstate)[8].
- Alabama – głównymi składnikami sosu w północnej części stanu są ocet i pieprz. Pomidor lub keczup z dodatkiem śródziemnomorskiej nuty stanowi podstawowy element sosu serwowanego w okolicach Birmingham. Ostrzejsza i podawana bez dodatku cukru mieszanka przygotowana na bazie pomidorów i octu podawana jest w okolicach miasta Tuscaloosa, na zachodzie stanu. Musztarda natomiast jest podstawowym składnikiem sosu, którego używa się w dolinie rzeki Chattahoochee, położonej we wschodniej części stanu. W rejonach miasta Decatur preferuje się biały sos, przygotowany na bazie majonezu oraz białego pieprzu, stosowany do potraw z kurczaka.
- Georgia – większość mieszkańców tego stanu woli sos przygotowany na bazie keczupu z dodatkiem czosnku, cebuli, czarnego pieprzu, brązowego cukru, czasami również burbonu; w Karolinie Południowej używa się sosu musztardowego, wynalezionego w okolicach miast Savannah i Columbus.
- Arkansas – rzadki sos przygotowany na bazie octu i pomidorów, doprawiony na ostro pieprzem, z delikatną nutą słodkiej melasy.
- Teksas – mniej słodki sos na bazie pomidorów z dodatkiem papryczki chili i kminu rzymskiego.

### Azja

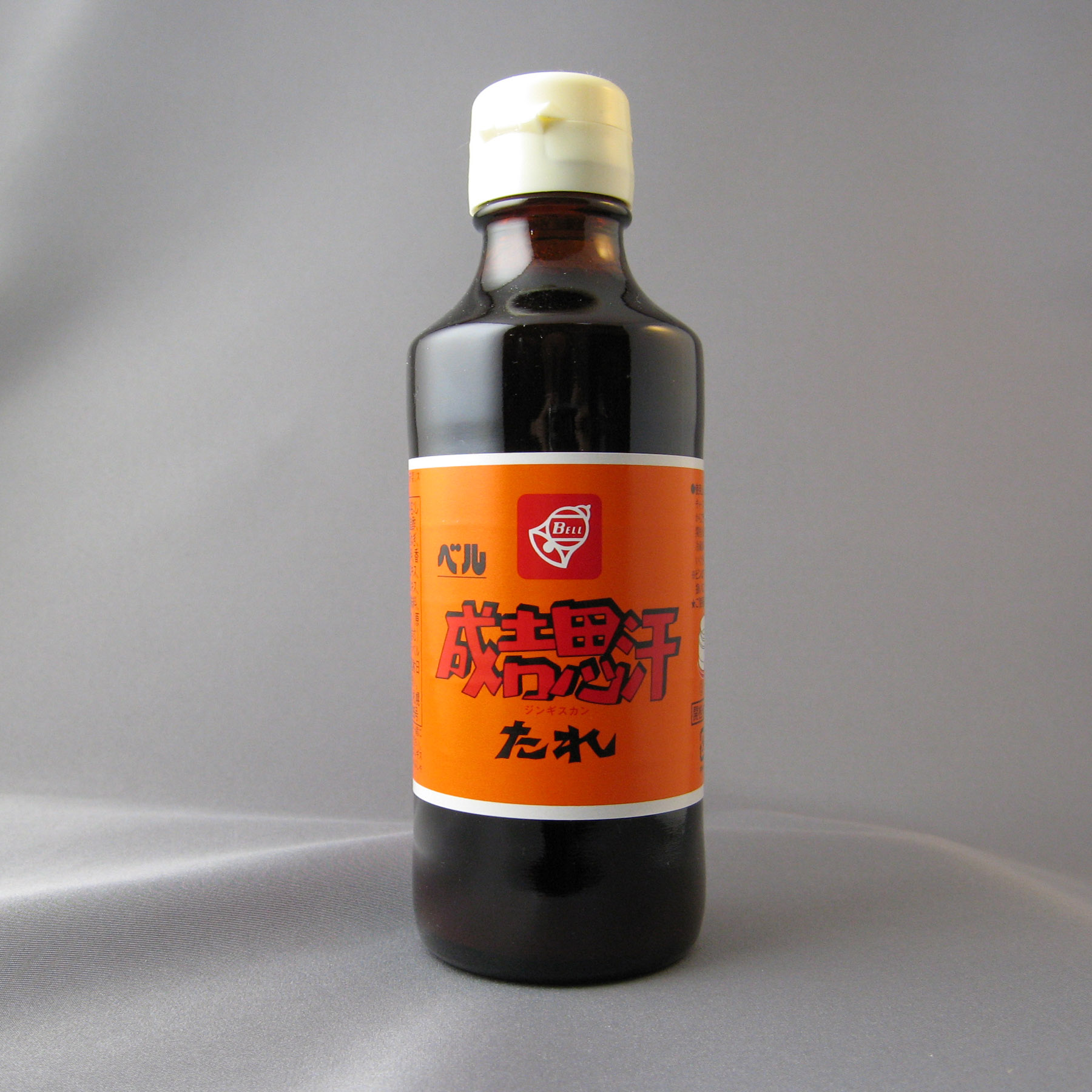
Mongolski sos barbecue

- Sos Hoisin – rodzaj chińskiego sosu barbecue, używany jako podstawowy składnik do przygotowywania innych odmian sosów, wykorzystywanych w kuchni chińskiej.
- Kurczak Tandoori – jest to danie typowe dla kuchni indyjskiej, do przygotowania którego używa się ostrego sosu barbecue na bazie jogurtu.
- Teriyaki – jest to japoński styl grillowania, głównie ryb. Do ich przyrządzenia używa się marynaty przygotowanej z soi, która nadaje słodkiego smaku (w języku japońskim nazywanym tare). Marynatę stosuje się zarówno przed, jak i w trakcie procesu grillowania. W krajach zachodnich znana jest ona jako sos Teriyaki.